# Tödliche Pillen
Tödliche Pillen ist ein Dokumentarfilm aus dem Jahr 2004 von Erich Schütz und Detlev Koßmann. Der Film ist der erste Teil der vom SWR ausgestrahlten 3-teiligen Serie „Die Gesundheitsfalle“. Anlässlich neuer Todeszahlen, die aus Wechsel- und Nebenwirkungen handelsüblicher Medikamente resultieren, ermittelt der Film anhand der interviewten Angehörigen und Betroffenen – ergänzt durch Interviews mit verschreibenden und kritischen Ärzten, sonstigen Kritikern und Pharmavertretern – die Hintergründe eines perfiden Systems. Subtile industrielle Einflussnahme und Bestechung, Überforderung und auch Vertuschung seitens behandelnder Ärzte münden in beispielhaft dokumentierten Fällen schwerster gesundheitlicher Schädigung oder Tod, die in keiner Statistik dokumentiert werden.

## Filminhalt

### Zahlen und Erfahrungen
Jürgen C. Frölich, damals Leiter der Pharmakologie der MHH Hannover, berichtet von 58.000 Toten, die jährlich in Deutschland durch „unerwünschte Arzneimittelwirkungen“ (UAW) ums Leben kämen. Diese Zahl beziehe sich jedoch nur auf die „internistischen Abteilungen“ und sei deshalb „ein kleiner Teil von allen Krankenhausaufnahmen, die stattfinden“ und weiterhin „ein kleiner Teil von allen Todesfällen, die durch Arzneimittel tatsächlich stattfinden“. Außerdem sei es so und bedrücke ihn, dass es dazu noch „sehr viele Schädigungen durch unerwünschte Arzneimittelwirkungen“ gebe, die unter Umständen den Patienten „lebenslang, lebenslang schwer beschädigen“ würden. Obwohl Frölichs Zahlen bei Ärztekollegen „Unwohlsein“, bisweilen gleich einem „lästigen Magengrimmen“ verursachen würden, halte dieser unbeirrt an seinen Zahlen fest. Er kenne die Statistiken der Krankenhäuser aufgrund verschiedener Untersuchungen. So sind lt. Frölich „zehn Prozent der Krankenhausliegezeit durch unerwünschte Arzneimittelwirkungen bedingt“, Krankenhausaufnahmen ebenfalls zu fünf Prozent, und in den Abteilungen mit älteren Patienten seien sogar „fünfzehn Prozent der Krankenhausaufnahmen bedingt durch unerwünschte Arzneimittelwirkungen.“ Daher sei dies „die häufigste Krankheit die es gibt“. Frölich mache diese ganzen Zahlen „an den Todesfällen fest“ und könne „zahlreiche Todesfälle durch unerwünschte Arzneimittelwirkungen aufzeigen“ und „individuelle Patienten benennen“ – wie die Autoren dann auch berichten.

### Beispielhafte Fälle
Ein solcher Fall, den Frölich benennt, sei beispielhaft jener von Hilde Schellhorn, deren Witwer Siegmar Schellhorn aus Hennef sich in seiner Not an ihn gewandt habe, berichtet das Filmteam. Man reist zu Siegmar Schellhorn und interviewt diesen. Herr Schellhorn berichtet – ergänzt durch die berichteten Angaben von Frölich – dass seine verstorbene Frau als Chemotherapeutikum hochdosiert Methotrexat erhalten habe, um einen vermeintlichen Tumor im Gehirn zu zerstören. Bei dieser Gabe habe man aber nicht nur die Methotrexat-Gabe für ihr Lebensalter viel zu hoch dosiert, sondern auch das (aufgrund der hohen Giftigkeit und Knochenmark zerstörenden Wirkung des Medikaments) unbedingt erforderliche Gegenmittel Leukovorin nicht genügend früh und nicht genügend lange verabreicht („Leukovorin Rescue“ = „Leukovorin Rettung“). Zunächst bleiben weitere Details zur diagnostizierten „Tumorerkrankung“ von Frau Schellhorn offen. Gerade im Alter über 65 Jahre sei die Entgiftungsfunktion stark reduziert, Leber und Nieren würden reduziert arbeiten, darum werde gerade auch bei Älteren nicht selten überdosiert – wie es auch in diesem Fall so gewesen sei. Sorgfältig müsse etwa die Nierenfunktion bestimmt werden, berichtet Frölich. „Anonym“ würden solche arzneimittelgeschädigten Patienten an Wechsel- und Nebenwirkungen versterben – und in keiner Statistik gezählt.
Es wird ein Interview mit dem Arzt Dirk Stichtenoth (MHH) geführt, auf Basis eines akuten Vergiftungsfalls in der medizinischen Hochschule Hannover. Dort waren einem im Film interviewten Patienten Captohexal- und Kalinor-Tabletten zusammen verabreicht worden. Sein Puls fiel auf 27, er wurde zum Notfall und im Resultat voraussichtlich zeitlebens dialysepflichtig. Der Dialysekatheter war bereits gelegt worden.

### Weitere Fallbeispiele und erste Hintergründe
Das sei kein Einzelfall: „Täglich“ werde „Arzneimittelpfusch vertuscht“, wie Frölich anhand einer beispielhaften Untersuchung an der Universitätsklinik in Magdeburg (Notaufnahme) gezeigt habe. Nach Frölichs Untersuchung „mussten von 44 Patienten wegen falscher Verordnung 6 lebenslang zur Dialyse, 2 davon starben“. Man bemüht sich seitens der Filmteams diesbezüglich um ein Interview bei der Magdeburger Klinik, ein Sprecher befürchtet jedoch Klagen und weist ab. Die Staatsanwaltschaft Magdeburg erklärt dem Filmteam dazu, dass man „ohne konkreten Fall nicht ermitteln“ würde.
Man berichtet die Hintergründe im Zusammenhang des Interviews mit Dirk Stichtenoth: Alleine das Arzneimittelverzeichnis „Rote Liste“ enthalte „mehr als 10.000 Präparate von 500 Pharmaunternehmen in 13.000 Darreichungsformen und 35 Preisangaben“. Die klinische Pharmakologie aber sei als Fachbereich im Medizinstudium „nebensächlich“. „Vor lauter Arzneien“ sehe man „kein Medikament mehr“ – was Stichtenoth als Hintergrund der Problematik so bejaht. Medikamentöse Therapie werde – im Gegensatz zur Chirurgie – stark unterschätzt. Die Gefahr sei dort jedoch „genauso groß“.

### Die Hintergründe – Beteiligung der Pharmaunternehmen
Die Beteiligung der Pharmaindustrie an der genannt hohen Zahl an Todesfällen wird im Film kritisch hinterfragt. Berichtet wird einerseits die o. g. Überfrachtung des Marktes mit Medikamenten, welche den Arzt – insbesondere junge, unerfahrene Ärzte – stark überfordern würden. Zu „60.000 Medikamenten“ kämen jedes Jahr 60 neue hinzu, höchstens 6 davon seien tatsächlich neu – auch deshalb habe sich „der Pharmamarkt in den vergangenen 10 Jahren verdoppelt“. Andererseits aber sei es – in wenig gewinnträchtigen Bereichen – genau umgekehrt: So entwickle die Pharmaindustrie dort, wo die Umsätze zu gering seien, viel zu wenige Medikamente (siehe auch Orphan-Arzneimittel). Es seien selbst herkömmliche Präparate in der Dosierung für Kinder nicht verfügbar, berichtet der Kinderkardiologe Martin Hulpke-Wette. Die Ärztin Vera Regitz-Zagrosek (Deutsches Herzzentrum Berlin) berichtet, dass die Verstoffwechselung von Medikamenten bei Frauen – unter anderem hormonell und enzymatisch und hinsichtlich des Körperfettanteils bedingt – anders ablaufe. Deshalb sei auch die Verträglichkeit von Alkohol bei Frauen herabgesetzt. Die Studien für z. B. Herzmedikamente aber würden vorwiegend an Männern durchgeführt, etwa weil der Hormonhaushalt der Frau vergleichsweise „kompliziert“ sei. Dies gelte bereits für die Grundlagenforschung im Tierversuch, weshalb zumeist „männliche Daten“ zugrunde liegen würden. Insgesamt hätten „Alte und Kinder (…) und auch Frauen“ bei der Pharmaindustrie „das Nachsehen“, so die Autoren. Walter Köberle von Pfizer Deutschland argumentiert, dass man mit Kindern keine Studien durchführen könne und dies bei Frauen – wegen einer möglichen unerkannten Schwangerschaft – ebenfalls problematisch sei. Die Frage der Autoren, ob es nicht ein Widerspruch sei, dass auf dem Gesundheitsmarkt „nach Profitgedanken gehandelt“ werde, kommentierte der Apotheker Matthias Bohn (Uni Göttingen) grinsend mit: „Da sage ich jetzt nichts zu“.

#### Ärzte im Visier der Pharmaindustrie, untätige Staatsanwaltschaft
Interviewt wird auch der Arzt Winfried Beck, auf den man durch einen Leserbrief im Arzneitelegramm aufmerksam wurde. Dieser berichtet, es habe „immer wieder Bestechungsversuche“ gegeben, das sei vor 3 Jahren geschehen, im Jahr 2001. So seien ihm damals „Tausend Mark“ für die „Behandlung von fünf Patienten mit einem neuen Arzneimittel“ angeboten worden. „Seriös verpackt“ sei dies gewesen, als „Anwendungsbeobachtung“ und mit „Aufwandsentschädigung“ als Lohn. Das sei eine „unverhältnismässig hohe Summe“ für das, was er zu leisten gehabt hätte. Dementsprechend werde auch „was erwartet“. Weiterhin würden „Reisen inkl. Ehefrau“ von den Pharmaunternehmen beispielsweise ebenso bezahlt wie „Computerzuschüsse“ in der Arztpraxis. Danach werde dann im Resultat „von Kollegen auch gezielt gefragt“, „inklusive Gegenleistung“. Außerdem benutze man Kollegen, um Kollegen anzusprechen, „weil das natürlich auch eine viel kollegialere Ebene“ sei. Es handle sich dabei um Mediziner-Kollegen. In seinem Buch Nicht standesgemäß berichte Beck weitere Details. Auch an die Staatsanwaltschaft habe Beck sich gewandt, diese aber hätte abgewinkt: „Frei praktizierende Ärzte kann man nicht bestechen“, sei die Antwort gewesen. Der Arzt müsse „von einem Medikament unter Tausenden überzeugt werden“, dann verschreibe er es, lassen die Autoren erfahren. Dadurch erkläre sich, dass die Ärzte angesichts der enormen Zahl an Pharmaunternehmen und daraus folgend der o. g. Überfrachtung des Marktes mit Medikamenten „im Visier der Pharmaindustrie“ seien und von derselben „mit großem Aufwand umworben“ würden.
Über den Arzt Beck wurde das Filmteam auf einen für die Firma Wyeth tätigen „Pressekommunikationsservice“ aufmerksam, den Herr Beck vermeintlich für Mediziner-Kollegen gehalten hatte. Man besucht diesen, wird jedoch abgewiesen. Prompt beschwert man sich seitens des „Service“ bei Vorgesetzten des WDR über den unwillkommenen Besuch. Das Filmteam interviewt deren Auftraggeber, die Firma Wyeth. Berichtet wird, dass es zum „Lohn für die Anwendungsbeobachtung“ auch eine Einladung in ein „vornehmes Hotel“ (im Bild Intercontinental) bei „noblem Essen“ gegeben habe. Man berichtet von einem „gemeinsamen Empfang“ zwischen Ärzten und Pharmavertretern: Die „Ärzteschaft lädt ein“, die Pharmaindustrie zahle die Spesen. Interviewt werden dort unter anderem Gisela Dahl von der Ärzteschaft Stuttgart und Kollegen sowie Klaus-Peter Emig von der Firma Merck. Man sei seitens der Pharmaindustrie „am längeren Hebel“, da man „sich einig“ sei, ist seitens der Ärzte zu hören. Emig argumentiert, der Arzt „sei ja schliesslich Akademiker“ und daher „nicht entmündigt“. Dabei handle es sich nur um „ein Vorurteil“, so Emig. Tatsächlich aber seien die Ärzte davon teilweise „selbst nicht so überzeugt“, so die Autoren. Wolfgang Becker-Brüser hält besonders „Experten, die als Meinungsbildner fungieren“ aber „durch Firmen finanziert“ würden, für problematisch. Meinungen solcher „Experten“, die „als Professor soundso“ tatsächlich „Marketing-Geklüngel“ verbreiten würden, würden niedergelassene Ärzte häufig „vertrauen und denen auch glauben“.

### Abschließendes zum 1. Fallbeispiel
Abschließend erfährt der Zuschauer nähere Details zum Tod von Hilde Schellhorn. Ihr Witwer berichtet, es habe nach dem Tod eine „Obduktion gegeben“, wo sich der „Anfangsverdacht erhärtet“ habe: Man habe „nur ein Hämatom“ im Gehirn obduzieren können und „keine Anzeichen oder Hinweise für Tumorzellen“ gefunden. Stattdessen aber sei „kein verwertbares Knochenmark mehr“ bei ihr auffindbar gewesen (zerstört durch Methotrexat). Offensichtlich sei „ein Bluterguss mit einer Hochdosis Methotrexat behandelt worden“, kommentiert die Redaktion, die Klage des Herrn Schellhorn laufe nun „seit fünf Jahren“.

## Erstausstrahlung und Sendetermine
Do, 15. Juli 2004 um 20.15 auf Phoenix.

## Interviewpartner
- Jürgen C. Frölich (Prof. Dr. med., damals Leiter der Klinischen Pharmakologie der MHH)[5]
- Wolfgang Becker-Brüser (Herausgeber Arzneitelegramm)
- Siegmar Schellhorn (Witwer, Hennef)
- Dirk Stichtenoth (Dr. med., MHH, Hannover)[6]
- Martin Hulpke-Wette (Dr. med., Kinderkardiologe)
- Katharina Gruber (Mutter)
- Matthias Bohn (Dr., Apotheker, Uni Göttingen)
- Gisela Dahl (Dr. med., Ärzteschaft Stuttgart)
- Klaus-Peter Emig (Merck KGaA)
- Werner Baumgärtner (Dr., MEDI-Verbund)
- Walter Köberle (Pfizer Deutschland)
- Vera Regitz-Zagrosek (Prof. Dr. med., Deutsches Herzzentrum Berlin)
- Winfried Beck (Dr. med., Frankfurt/Main)
- Peter Andreas Löschmann (Wyeth Pharma GmbH)

## Zitate
„Wir gehen davon aus, dass alleine in den internistischen Abteilungen pro Jahr 58.000 Patienten durch unerwünschte Arzneimittelwirkungen ums Leben kommen. Das ist ein kleiner Teil von allen Krankenhausaufnahmen, die stattfinden, und das ist ein kleiner Teil von allen Todesfällen, die durch Arzneimittel tatsächlich stattfinden.(…) Wir müssen ja bedenken, dass etwa zehn Prozent der Krankenhausliegezeit bedingt ist durch unerwünschte Arzneimittelwirkungen; dass Krankenhausaufnahmen zu fünf Prozent bedingt sind durch unerwünschte Arzneimittelwirkungen, und in den Abteilungen, wo ältere Patienten liegen – und das ist fast bei allen unseren internistischen Abteilungen der Fall – fünfzehn Prozent der Krankenhausaufnahmen bedingt sind durch unerwünschte Arzneimittelwirkungen. Das muss man sich mal vor Augen halten! Das ist die häufigste Krankheit, die es gibt! (…) Ich mache diese ganzen Zahlen an den Todesfällen fest und ich kann ihnen zahlreiche Todesfälle durch unerwünschte Arzneimittelwirkungen aufzeigen. Individuelle Patienten kann ich ihnen benennen.(…) Was mich eben auch sehr bedrückt, daß es sehr viele Schädigungen durch unerwünschte Arzneimittelwirkungen gibt, die unter Umständen den Patienten lebenslang, lebenslang schwer beschädigen.“

„Ein großes Problem sind natürlich die Experten, die finanziert werden durch Firmen. Die als Meinungsbildner fungieren. Die eigentlich nicht eine wissenschaftlich fundierte Meinung verbreiten, sondern als Experte, als Professor soundso, Marketing für eine Firma machen. Das ist eigentlich besonders fies und besonders ärgerlich, weil niedergelassene Ärzte, die ja allein sind in ihrer Praxis, häufig auf solche Meinungen vertrauen und denen auch glauben – in Wirklichkeit verbreiten die aber nur Marketing-Geklüngel.“

„Man benutzt Kollegen (…) um Kollegen anzusprechen, weil das natürlich auch eine viel kollegialere Ebene ist.“

„Es ist eine unverhältnismässig hohe Summe für das, was ich zu leisten hätte, und immer wenn sowas angeboten wird – unverhältnismässig hoch – wird auch was erwartet.“

„Frei praktizierende Ärzte kann man nicht bestechen.“

„Scheininnovationen – von fraglichen unabhängigen Experten hochgelobt – bringen den Pharmaunternehmen den grössten wirtschaftlichen Erfolg, da sie ohne teure Forschung herzustellen sind.“

„Seit der Budgetierung verschreiben immer mehr Ärzte billige Generikas wie von Ratiopharm, also nachgeahmte Medikamente. Die Pharmariesen überschwemmen die Krankenhäuser mit kostenlosen Originalen und zwingen so die Ärzte zur weiteren Verschreibung ihrer teuren Produkte (…) Der Patient ist treu, der Markt leicht abzuschätzen. Ob nun Pfizer, Bayer oder Merck; sie alle schaffen durch ihre Geschenke ein Markenbewusstsein. Der Patient fragt seinen Arzt oder Apotheker nicht nach Risiken und Nebenwirkungen, sondern gezielt nach dem vermeintlich hochwertigen Produkt, das ihm im Krankenhaus gegeben wurde.“

## Epilog

### Fünfmal so viele Tote wie bisher angenommen
Die neuen Hochrechnungen gehen laut Frölich auf eine norwegische Untersuchung von knapp 14.000 Patienten zurück. 732 Männer und Frauen seien im Untersuchungszeitraum von zwei Jahren verstorben, davon 133 auf Grund einer unerwünschten Wirkung von Arzneimitteln. Bisher ging das Bundesinstitut für Arzneimittel und Medizinprodukte von 8 000 bis 16 000 Todesfällen pro Jahr durch eine zu hohe oder zu niedrige Dosierung oder eine falsche Kombination von Arzneimitteln aus. Grundlage dieser Zahlen seien allerdings freiwillige Meldungen von Ärzten an das Bundesinstitut. „Und natürlich ist es für einen Mediziner immer unangenehm, zugeben zu müssen, dass sein Patient an der von ihm verordneten Medikation gestorben ist“, sagte Frölich lt. Berliner Zeitung. „Trotzdem ist es im Zweifelsfall immer die Krankheit, an der der Patient stirbt.“
Zwei Jahre lang beobachteten der Internist Just Ebbesen und seine Kollegen rund 14.000 Patienten der internistischen Station des Krankenhauses im norwegischen Akershus. Die Mediziner untersuchten das Blut der Kranken auf Wirkstoffe von Medikamenten. Von den 14.000 Patienten verstarben 732. Die Wissenschaftler entnahmen diesen Verstorbenen erneut Blut und autopsierten zudem 571 der 732 Toten. Eine unabhängige Kommission aus klinischen Pharmakologen und Internisten stellte anhand der Untersuchungsergebnisse fest, dass 133 der 732 Verstorbenen falsch dosierte oder zusammengestellte Medikamente verschrieben bekommen hatten und an den Folgen dieser Medikation gestorben waren. 66 dieser Fälle wären den Experten zufolge vermeidbar gewesen. „133 Tote, das ist knapp ein Prozent der 14.000 Patienten – fünfmal so viel wie bisher angenommen“, sagte Frölich auf der Konferenz.
Frölich überträgt die Ergebnisse der Norweger eins zu eins auf deutsche Verhältnisse. „In Norwegen werden die gleichen Medikamente in den gleichen Dosierungen für die gleichen Krankheiten verschrieben“, sagte er. Viele norwegische Ärzte seien in Deutschland ausgebildet worden und die Sterberate auf internistischen Stationen betrage wie in Deutschland etwa 5 Prozent. „Kein Arzt gibt gerne zu, dass sein Patient an einer falschen Medikation gestorben ist.“, so Frölich lt. Berliner Zeitung auf der Konferenz.

### Hintergrund der Berechnungen
- Etwa die Hälfte der vermeidbaren Todesfälle gehen nach Angaben Frölichs auf falsch verschriebene Medikamente zurück.
- Bei 31 bis 58 Prozent seien Dosierungsfehler für den Tod des Patienten verantwortlich. Teilweise würden Ärzte die Dosierung bei nierenschwachen Patienten nicht anpassen oder auch das Patientengewicht nicht ausreichend berücksichtigen.
- Rechenfehler haben laut Frölich mitunter ebenfalls tödliche Konsequenzen. So wurden nach seinen Angaben in einer weiteren Studie 150 Ärzten aufgefordert, fünf verschiedene Dosierungen zu berechnen. Nur 44 Prozent der Ärzte machten dabei keine Fehler.
- Schließlich könnten auch Allergien, die von den Ärzten nicht beachtet würden, unerwünschte Arzneiwirkungen verursachen.

In der norwegischen Studie äußerten lt. Frölich nur sechs Prozent der Ärzte den Verdacht, dass Medikamente die Ursache für den Tod von Patienten gewesen sein könnten.

### Entwicklung
Im Sommer 2003 hatten die Medien erstmals bundesweit über die veröffentlichten Zahlen von Frölich berichtet, 2004 wurde Tödliche Pillen gesendet. Während Mediziner in Frölichs Zahlen anfänglich nicht selten „Nestbeschmutzung“ zu erkennen meinten, erhielt Frölich mittlerweile zunehmend Rückenwind. So auch 2010 von seinem Kollegen Bruno Müller-Oerlinghausen, ebenfalls Mitglied der Arzneimittelkommission der deutschen Ärzteschaft, wie die Süddeutsche Zeitung berichtete. Daniel Grandt, Chefarzt des Klinikums Saarbrücken und Mitorganisator des daraufhin seit 2005 initiierten „Kongresses für Patientensicherheit bei medikamentöser Therapie“, will zumindest für Arzneimittelwechselwirkungen aber weitere mögliche Ursachen berücksichtigt wissen: So nehme jeder fünfte Patient selbst „im Krankenhaus“ Medikamente, von denen der behandelnde Arzt nichts wisse. „Ärzte und Patienten sollten wissen, dass die Arzneimittelgabe ein Hochrisikoprozess ist“, so Grandt lt. Süddeutscher Zeitung.
- Seit dem Jahr 1994 existiert in der Medizinischen Hochschule Hannover das „Arzneimitteltherapieinformationssystem“ ARTIS, über das sich Ärzte zu individuellen Dosierungen bzw. Wechsel- und Nebenwirkungen informieren können.[11]
- Im Jahr 2005 fand der 1. „Deutsche Kongress für Patientensicherheit bei medikamentöser Therapie“ statt. Seit 2005 ist die Arzneimitteltherapiesicherheit (AMTS) damit zu einer festen Bezugsgröße in der Diskussion über Arzneimitteltherapie geworden. Konkretisiert wurde dies vor allem durch den „Aktionsplan zur Verbesserung der Arzneimitteltherapiesicherheit in Deutschland“ des Bundesministeriums für Gesundheit (BMG).[12]
- 2011 wurde erstmals – einzigartig in Deutschland – an der Medizinischen Hochschule Hannover eine Professur für Arzneimittelsicherheit eingerichtet.[13]